# مزیت نسبی
اصل برتری نسبی (Comparative advantage) می‌گوید کل تولید گروهی از افراد، یک اقتصاد، یا گروهی از ملت‌ها زمانی بیشینه است که تولید هر کالا توسط فرد یا بنگاهی انجام شود که کمترین هزینه فرصت را دارد. اگرچه آدام اسمیت در کتاب ثروت ملل خود از برتری نسبی یاد کرده است ولی درآغاز سده نوزدهم دیوید ریکاردو اقتصادان بزرگ انگلیسی این اصل را گسترش داده.

## پیشدرآمد
با اندکی تأمل در زندگی خود متوجه می‌شوید که هر روز برای فراهم کردن کالاها و خدماتی که از آن‌ها لذت می‌برید به تعداد زیادی از افراد وابسته هستید که اکثر آن‌ها را نمی‌شناسید. چنین وابستگی متقابلی از آنجا امکان‌پذیر است که افراد با یکدیگر مبادله می‌کنند. افرادی که تلاش می‌کنند تا برای شما کالا و خدمات تهیه کنند، نه از روی بخشش و دلسوزی چنین کاری انجام می‌دهند و نه دولت آن‌ها را مجبور کرده است که چنین کاری انجام دهند. بلکه آن‌ها برای شما و مصرف‌کنندگان دیگر کالا و خدمات فراهم می‌کنند تا چیزی در مقابل آن دریافت کنند.
امروزه در اکثر کشورهای دنیا، بسیاری از کالاها و خدمات مصرفی از خارج وارد می‌شوند، و بسیاری از کالاها و خدماتی که در داخل تولید می‌شوند به خارج صادر می‌شوند. مزیت نسبی وابستگی متقابل بین افراد، ملت‌ها و… را توضیح می‌دهند. همانگونه که خواهیم دید، منافع حاصل از مبادله، خواه کوتاه کردن موی سر در پیرایشگاه محلتان باشد و خواه خریدن پیراهنی باشد که در آن سر دنیا تولید شده باشد، بسیار به هم شبیه است.

## حکایتی در اقتصاد مدرن
برای این که متوجه شویم چرا مردم خود را برای تأمین کالا و خدمات مورد نیاز، وابسته به دیگران قرار می‌دهند و چگونه این تصمیم باعث بهبود زندگی آن‌ها می‌شود، بیایید به یک اقتصاد ساده نگاه کنیم. تصور کنید که تنها دو کالا در دنیا وجود دارد، گوشت و سیب زمینی، و نیز تنها دو نفر در دنیا زندگی می‌کنند، یک کشاورز و یک دامدار، که هر دو دوست دارند از هر دو کالا مصرف کنند.
سود حاصل از مبادله در حالتی که دامدار تنها گوشت و کشاورز تنها سیب زمینی بتوانند تولید کنند بسیار واضح است. حالت اول این است که کشاورز و دامدار تصمیم بگیرند که کاری باهم نداشته باشند و مبادله‌ای انجام ندهند. دامدار پس از چندین ماه خوردن گوشت آبپز شده، بخارپز شده، سرخ شده، کباب شده و… ممکن است به این نتیجه برسد که تنها بسنده کردن به تولید خود کافی نیست. کشاورز نیز که در این مدت مشغول خوردن سیب زمینی پوره، سرخ شده، کباب شده، آبپز شده و… بوده است نیز احتمالاً موافق است. واضح است که مبادله به آن‌ها امکان می‌دهد که از تنوع بیشتر، لذت ببرند: در این حالت هر دو می‌توانند همبرگر و سیب زمینی سرخ شده داشته باشند!
حال چنانچه دامدار و کشاورز هر دو بتوانند از کالای دیگر، به شرط هزینه بسیار زیاد، نیز تولید کنند باز هم منافع مبادله شبیه حالت قبل خواهد بود. به عنوان مثال فرض کنید که کشاورز، می‌تواند دام هم پرورش دهد و گوشت تولید کند، اما خیلی در این کار ماهر نیست. به‌طور مشابه فرض کنید که دامدار می‌تواند سیب‌زمینی بکارد ولی زمینی که او در اختیار دارد خیلی برای این کار مناسب نیست. در این حالت واضح است که دامدار و کشاورز با استفاده از تخصص گرایی در کاری که بهتر می‌توانند انجام دهند و مبادله، می‌توانند بر منافع خود بیفزایند.
اما موردی که منافع مبادله در آن خیلی واضح نیست، حالتی است که یک نفر در تولید هر دو کالا ماهرتر باشد. به عنوان مثال فرض کنید که دامدار هم در پرورش دام و هم در کاشت سیب‌زمینی از کشاورز ماهرتر است. پرسش این است که آیا کشاورز و دامدار باید با هم مبادله داشته باشند یا به تولید خود بسنده کنند؟ برای این که به این پرسش پاسخ دهیم، باید دقیق‌تر به عواملی که این تصمیم را تحت تأثیر قرار می‌دهند نگاه کنیم.

### محدوده امکان‌پذیر تولید
فرض کنید که دامدار و کشاورز هرکدام ۴۰ ساعت در هفته کار می‌کنند و این مدت را به پرورش دام، کاشت سیب‌زمینی یا ترکیبی از این دو اختصاص می‌دهند. کشاورز می‌تواند یک کیلوگرم سیب زمینی را در ۱۰ ساعت، و یک کیلوگرم گوشت را در ۲۰ ساعت تولید کند. دامدار، که در هر دو کار ماهرتر است، یک کیلوگرم سیب زمینی را در ۸ ساعت و یک کیلوگرم گوشت را در ۱ ساعت تولید می‌کند.
اگر کشاورز تمام ۴۰ ساعت وقت خود را صرف کاشتن سیب‌زمینی کند، ۴ کیلوگرم سیب زمینی به دست می‌آورد و گوشت نمی‌تواند تولید کند. برعکس، اگر تمام وقت خود را صرف تولید گوشت کند، ۲ کیلوگرم گوشت به دست می‌آورد. اگر زمان خود را به‌طور مساوی بین دو کار تقسیم کند، ۲ کیلوگرم سیب زمینی و ۱ کیلوگرم گوشت به دست خواهد آورد.
مرز امکان‌های تولید ترکیباتی از برونداد را مشخص می‌کند که اقتصاد می‌تواند با استفاده از تمام نهاده‌های خود تولید کند، و به این اصل اشاره می‌کند که افراد در تصمیمات خود با بده بستان روبه‌رو هستند. به عبارت دیگر کشاورز می‌تواند سیب زمینی بیشتری تولید کند اما تنها به قیمت تولید کمتر از گوشت! البته در اینجا فرض کرده‌ایم که او می‌تواند زمان خود را با یک نرخ ثابت بین دو کالا جایگزین کند. بدین معنی که اگر یک ساعت کمتر گوشت تولید کند (یا از ۰٫۰۵ کیلوگرم گوشت صرف نظر کند) و این یک ساعت را سیب زمینی تولید کند، دقیقاً برابر با بهره‌وری خود در یک ساعت (۰٫۱ کیلوگرم) سیب زمینی به دست می‌آورد.
اگر دامدار تمام ۴۰ ساعت زمان خود را صرف تولید سیب زمینی کند، ۵ کیلوگرم سیب زمینی به دست می‌آورد و تولیدی از گوشت نخواهد داشت. اگر او تمام وقت خود را به تولید گوشت اختصاص دهد، ۴۰ کیلوگرم گوشت تولید خواهد کرد و اگر وقت خود را به‌طور مساوی بین دو کار تقسیم کند، ۲۰ کیلوگرم گوشت و ۲٫۵ کیلوگرم سیب زمینی به دست می‌آورد.
اگر کشاورز و دامدار تصمیم بگیرند تنها به تولید خود تکیه کنند و با یکدیگر مبادله نکنند، آنگاه هر کدام از آن‌ها دقیقاً برابر با آنچه که خود تولید کرده است، کالا مصرف می‌کند. در این حالت محدوده امکان‌پذیر تولید برابر با محدوده امکان‌پذیر مصرف است؛ بدین معنی که بدون مبادله، ترکیباتی از سیب‌زمینی و گوشت را نشان می‌دهد که کشاورز یا دامدار می‌توانند مصرف کنند.
اگرچه مرز امکان‌های تولید برای نشان دادن بده بستانی که دامدار و کشاورز با آن روبه رو هستند مفید است، اما نمی‌توانند به ما بگویند که آن‌ها چگونه تصمیم می‌گیرند که چه مقدار از زمان خود را به تولید گوشت و چه مقدار را به تولید سیب زمینی اختصاص دهند. فرض کنیم که ترکیباتی را که با نقاط «الف» و «ب» در شکل‌های ۱و۲ مشخص شده‌اند را انتخاب کنند: کشاورز ۲ کیلوگرم سیب زمینی و ۱ کیلوگرم گوشت تولید و مصرف می‌کند، درحالی که دامدار ۲٫۵ کیلوگرم سیب زمینی و ۲۰ کیلوگرم گوشت تولید و مصرف خواهد کرد.

## اصل مزیت نسبی
اگر دامدار هم در پرورش دام و هم در کاشت سیب زمینی بهتر است، چگونه کشاورز می‌تواند در کاری که بهتر می‌تواند انجام دهد مشغول شود؟ به نظر می‌رسد که کشاورز هیچ کاری را نمی‌تواند بهتر انجام دهد. باید به اصل مزیت نسبی توجه کنیم.
به عنوان اولین گام برای درک این اصل، سؤال زیر را در نظر بگیرید: در مثالی که داشتیم، چه کسی می‌تواند سیب زمینی را با هزینه کمتری تولید کند: کشاورز یا دامدار؟ دو جواب برای این سؤال وجود دارد و این دو جواب کلید درک منافع حاصل از مبادله است.

### مزیت مطلق
یک راه پاسخ دادن به سؤال در مورد هزینه تولید سیب زمینی این است که مقدار نهاده مورد نیاز دو تولیدکننده را باهم مقایسه کنیم. دامدار تنها ۸ ساعت برای تولید ۱ کیلوگرم سیب زمینی نیاز دارد، در حالی که کشاورز ۱۰ ساعت نیاز دارد. بر اساس این داده‌ها، ممکن است نتیجه گرفته شود که دامدار کمترین هزینه تولید سیب زمینی را دارد.
اقتصاددانان هنگامی که بهره‌وری یک فرد، بنگاه یا یک ملت را با دیگری مقایسه می‌کنند از اصطلاح مزیت مطلق استفاده می‌کنند. تولیدکننده‌ای که به نهادهٔ کمتری برای تولید کالا نیاز دارد، در تولید آن کالا دارای مزیت مطلق نامیده می‌شود. در مثالی که مرور کردیم، دامدار هم در تولید گوشت و هم در تولید سیب‌زمینی مزیت مطلق دارد، زیرا در مقایسه با کشاورز به زمان کمتری برای تولید ۱ واحد از هر کدام از کالاها احتیاج دارد.

### هزینه فرصت و مزیت نسبی
به هزینه تولید سیب‌زمینی می‌توان از زاویهٔ دیگری نیز نگاه کرد. می‌توان به جای توجه کردن به نهاده‌های مورد نیاز تولید، هزینه فرصت افراد را باهم مقایسه کنیم. هزینه فرصت یک شیء، تمام آن چیزی است که از دست می‌دهیم تا آن شیء را به دست آوریم. در مثالی که دیدیم، فرض کردیم که دامدار و کشاورز هر کدام هفته‌ای ۴۰ ساعت کار می‌کنند؛ بنابراین مدت زمانی که صرف تولید سیب زمینی می‌شود، از زمان تولید گوشت می‌کاهد. هنگامی که دامدار و کشاورز تقسیم زمان خود را بین دو کالا تغییر می‌دهند، روی مرز امکانات تولید خود حرکت می‌کنند؛ به عبارتی آن‌ها از یک کالا استفاده می‌کنند تا کالای دیگر را تولید کنند. هزینه فرصت بده بستانی را که هر کدام با آن مواجه هستند را اندازه می‌گیرد.
ابتدا هزینه فرصت دامدار را در نظر بگیریم. تولید ۱ کیلوگرم سیب‌زمینی، ۸ ساعت از زمان کاری او می‌کاهد. هنگامی که دامدار آن ۸ ساعت را به تولید سیب‌زمینی اختصاص می‌دهد، ۸ ساعت کمتر به تولید گوشت می‌پردازد. از آنجایی که دامدار تنها یک ساعت برای تولید یک کیلوگرم گوشت احتیاج دارد، ۸ ساعت کار به ۸ کیلوگرم گوشت منجر می‌شود؛ بنابراین هزینه فرصت ۱ کیلوگرم سیب زمینی برای دامدار ۸ کیلوگرم گوشت است.
حال هزینه فرصت کشاورز را در نظر بگیرید. تولید ۱ کیلوگرم سیب زمینی برای او ۱۰ ساعت هزینه دارد. از آنجایی که او ۲۰ ساعت زمان برای تولید ۱ کیلوگرم گوشت لازم دارد، در ۱۰ ساعت ۰٫۵ کیلوگرم گوشت تولید خواهد کرد. در نتیجه هزینه فرصت ۱ کیلوگرم سیب زمینی برای کشاورز ۰٫۵ کیلوگرم گوشت است.
دقت کنید که هزینه فرصت گوشت معکوس هزینه فرصت سیب زمینی است. چون ۱ کیلوگرم سیب زمینی برای دامدار ۸ کیلوگرم گوشت هزینه دارد، ۱ کیلوگرم گوشت برای او ‎۰/۱۲۵ کیلوگرم سیب زمینی هزینه دارد. به‌طور مشابه چون ۱ کیلوگرم سیب زمینی برای کشاورز ‎۰/۵ کیلوگرم گوشت هزینه دارد، ۱ کیلوگرم گوشت برای کشاورز ۲ کیلوگرم سیب زمینی هزینه دارد.
اقتصادانان هنگام مقایسه هزینه فرصت دو تولیدکننده از اصطلاح مزیت نسبی استفاده می‌کنند. تولیدکننده‌ای که هزینه فرصت کمتری برای تولید یک کالا دارد، یعنی کسی که باید از مقدار کمتری از کالای دیگر بگذرد تا این کالا را تولید کند، در تولید آن دارای مزیت نسبی نامیده می‌شود. در مثالی که دیدیم، کشاورز نسبت به دامدار هزینه فرصت کمتری در تولید سیب زمینی دارد (‎۰/۵ کیلوگرم در مقابل ۸ کیلوگرم گوشت). دامدار نیز نسبت به کشاورز هزینه فرصت کمتری در تولید گوشت دارد (‎۰/۱۲۵ کیلوگرم (یک‌هشتم) در مقابل ۲ کیلوگرم سیب زمینی). در نتیجه کشاورز مزیت نسبی در تولید سیب زمینی دارد، در حالی که دامدار در تولید گوشت به‌طور نسبی بهتر است و مزیت نسبی دارد.
آنچه که باید به آن دقت کنید این است که اگرچه یک نفر می‌تواند در تولید هر دو کالا مزیت مطلق داشته باشد ولی نمی‌تواند در تولید هر دو کالا مزیت نسبی داشته باشد. چون هزینه فرصت یک کالا معکوس هزینه فرصت کالای دیگر است، اگر هزینه فرصت یک کالا برای فردی به‌طور نسبی زیاد باشد، آنگاه هزینه فرصت او برای کالای دیگر باید به‌طور نسبی کم باشد. مادامی که دو نفر هزینه فرصت دقیقاً یکسانی نداشته باشند، یکی از دو نفر در تولید یک کالا و نفر دوم در تولید کالای دیگر مزیت نسبی خواهند داشت.

## مزیت نسبی و مبادله
تفاوت در هزینه فرصت افراد و مزیت نسبی منافع مبادله را به وجود می‌آورد. هنگامی که هر فرد به کاری که در آن مزیت نسبی دارد مشغول می‌شود، کل تولید در اقتصاد افزایش می‌یابد و این افزایش می‌تواند برای بهبود وضع همگی مورد استفاده قرار گیرد. به عبارت دیگر، تا زمانی که دو فرد هزینه فرصت متفاوتی دارند، هردو می‌توانند با کسب یک کالا در قیمتی پایین‌تر از هزینه فرصت خود، از مبادله منفعت ببرند.
حال مبادله مطرح شده را از دیدگاه دامدار در نظر بگیرید. دامدار ۱ کیلوگرم سیب زمینی را به قیمت ۳ کیلوگرم گوشت می‌خرد. این قیمت سیب زمینی از هزینه فرصت او برای ۱ کیلوگرم سیب زمینی، که ۸ کیلوگرم گوشت است، کمتر است؛ بنابراین دامدار از مبادله سود می‌برد زیرا سیب زمینی را به قیمت مناسبی می‌خرد.
این منافع از آنجا به دست می‌آیند که هر فرد در فعالیتی متمرکز می‌شود که در آن هزینه فرصت کمتری دارد: کشاورز زمان بیشتری را به تولید سیب زمینی اختصاص می‌دهد و دامدار بیشتر به تولید گوشت می‌پردازد. در نتیجه کل تولید سیب زمینی و گوشت افزایش می‌یابد و آن‌ها این افزایش در تولید را بین خود تقسیم می‌کنند. مبادله می‌تواند وضع همه را در جامعه بهبود دهد زیرا اجازه می‌دهد که هر فرد در فعالیتی متمرکز شود که در آن مزیت نسبی دارد.

### قیمت مبادله
اصل مزیت نشان می‌دهد که منافعی در تخصص گرایی و مبادله وجود دارد، اما چندین مبحث مرتبط با آن را بدون پاسخ باقی می‌گذارد. چه چیزی قیمتی را که در آن مبادله شکل می‌گیرد تعیین می‌کند؟ منافع مبادله چگونه بین طرفین آن تقسیم می‌شود؟ پاسخ دقیق این سؤالات از حوصله این این بحث خارج است، اما می‌توان یک قاعدهٔ کلی را بیان کرد: برای این که هر دو طرف مبادله از آن نفع ببرند، قیمتی که در آن مبادله شکل می‌گیرد باید بین هزینه فرصت‌های طرفین باشد.
در مثالی که باهم دیدیم، دامدار و کشاورز قبول کردند که با نرخ ۳ کیلوگرم گوشت در برابر ۱ کیلوگرم سیب زمینی مبادله کنند. این قیمت بین هزینه فرصت دامدار (۸ کیلوگرم گوشت برای هر کیلوگرم سیب زمینی) و هزینه فرصت کشاورز (‎۱/۲ کیلوگرم گوشت برای هر کیلوگرم سیب زمینی) است. لازم نیست قیمت دقیقاً وسط هزینه فرصت آن دو باشد تا مبادله شکل گیرد، اما باید جایی بین ‎۱/۲ و ۸ باشد.
برای آن که بدانیم چرا قیمت باید در این محدوده باشد، تصور کنید اگر این گونه نباشد چه اتفاقی می‌افتد. اگر قیمت هر کیلوگرم سیب زمینی کمتر از ‎۱/۲ کیلوگرم گوشت باشد، آنگاه هم کشاورز و هم دامدار تصمیم خواهند گرفت که سییب زمینی بخرند زیرا قیمت آن کمتر از هزینه فرصت آن‌ها است. به‌طور مشابه، اگر قیمت هر کیلوگرم سیب زمینی بالاتر از ۸ کیلوگرم گوشت باشد آنگاه هر دو می‌خواهند که سیب زمینی بفروشند، زیرا قیمت آن بیشتر از هزینه فرصت آن هاست. اما این اقتصاد تنها دو عضو دارد و آن‌ها نمی‌توانند هر دو خریدار یا هر دو فروشنده سیب زمینی باشند، یک نفر باید طرف دیگر مبادله را به عهده بگیرد؛ بنابراین مبادله‌ای که دو طرف از آن نفع ببرند در قیمتی بین ‎۱/۲ و ۸ شکل می‌بگیرد. در این محدوده، دامدار می‌خواهد گوشت بفروشد و سیب زمینی بخرد، کشاورز نیز می‌خواهد سیب زمینی بفروشد تا گوشت بخرد. هر کدام از طرفین مبادله می‌تواند کالایی را در قیمتی پایین‌تر از هزینه فرصت خود بخرد. در نهایت، هر دو در کاری که در آن مزیت نسبی دارند مشغول می‌شوند و در نتیجه رفاه ایشان افزایش می‌یابد.

### برای مطالعهٔ بیشتر
واریان، هال، ۲۰۰۵. اقتصاد خرد مقدماتی، فصل سی دوم.
جیوارتنی، استروپ، سوبل و مک فرسن، ۲۰۰۶. اقتصاد خرد-انتخاب خصوصی و عمومی، ویرایش یازدهم، فصل دوم.
فلچر، ایان، ۲۰۱۰. نادرستی «مزیت نسبی» در توجیه تجارت آزاد و بی‌اعتباری مفروضات آن. Fletcher, Ian